# Ernesto Rafales Lamarca
Ernesto Rafales Lamarca (n. 1912) va ser un operador de radi i militar espanyol.

## Biografia
Va néixer a Vigo el 1912. De jove va treballar com a operador en una estació radiofònica comercial de Madrid. Després de l'esclat de la Guerra civil es va incorporar a l'Exèrcit Popular de la República com a oficial de transmissions i, més endavant, com a cap d'Estat Major de la 60a Divisió. El 1937, durant el transcurs de la contesa, es va afiliar al Partit Comunista d'Espanya. Amb la derrota de la República va haver de marxar a l'exili i es va instal·lar a la Unió Soviètica.
A la Unió Soviètica es va doctorar en ciències tècniques i va esdevenir cap d'un laboratori a Voroixilovgrad. S'afiliaria al Partit Comunista de la Unió Soviètica (PCUS) el 1957.